# Gustav Kühne

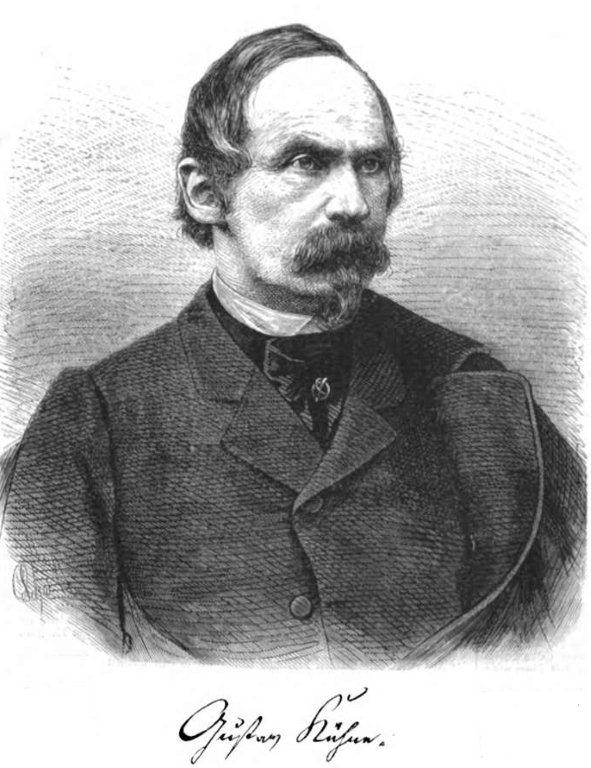
Gustav Kühne, 1868

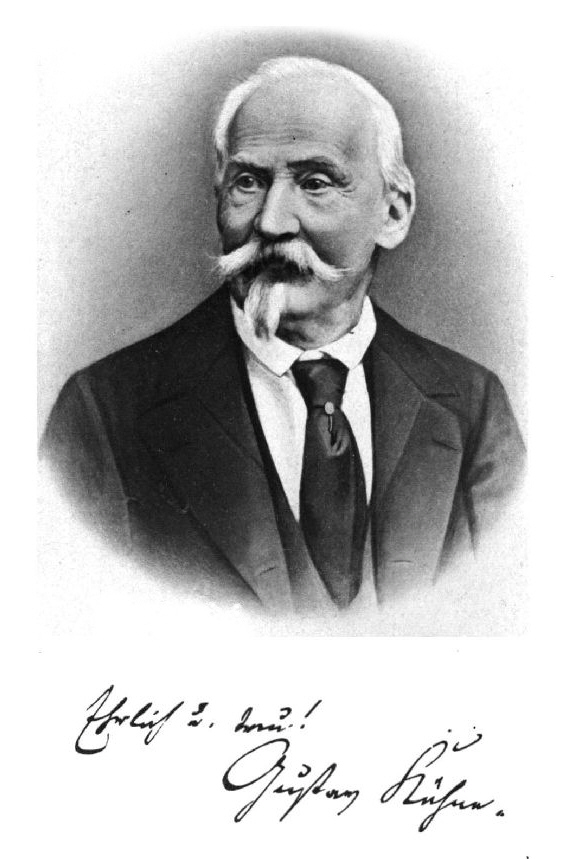
Gustav Kühne

Ferdinand Gustav Kühne (* 27. Dezember 1806 in Magdeburg; † 22. April 1888 in Dresden) war ein deutscher Schriftsteller und Literaturkritiker und wurde dem Jungen Deutschland zugerechnet.
Gustav Kühne siedelte mit zwölf Jahren zusammen mit seiner Familie von Magdeburg nach Berlin über, wo er das Joachimsthalsche Gymnasium besuchte. Dort lernte er den späteren jungdeutschen Schriftsteller Theodor Mundt kennen, mit dem ihn eine lebenslange Freundschaft verband. Von 1826 bis 1830 studierte Kühne in Berlin bei Friedrich Schleiermacher und Friedrich Hegel Philosophie und promovierte 1830 in Erlangen zum Dr. phil. 1841 heiratete er Henriette Harkort, die Tochter des Bergbauingenieurs und Offiziers Eduard Harkort. 1856 siedelte er mit seiner Familie nach Dresden über, wo er 1888 starb.

## Tätigkeit als Journalist und Literaturkritiker
Ab 1831 arbeitete Kühne zunächst für verschiedene Zeitschriften wie die Preußische Staatszeitung und deren Beiblatt Magazin für die Literatur des Auslandes, die Jahrbücher für wissenschaftliche Kritik, die Blätter für literarische Unterhaltung und den Literarischen Zodiacus. 1835 wurde er Nachfolger Heinrich Laubes als Redakteur der Zeitung für die elegante Welt, 1846 Nachfolger seines Freundes August Lewald als Herausgeber der Zeitschrift Europa, Chronik der gebildeten Welt. Ab 1859 wandte sich Kühne ganz seiner eigenen literarischen Tätigkeit zu.

## Literarische Tätigkeit
Bereits 1831 veröffentlichte Kühne einen ersten Band mit Novellen. 1835 erschien sein erster Roman Eine Quarantäne im Irrenhause. Ab dieser Zeit wurde er dem weiteren Kreis des „Jungen Deutschland“ zugerechnet. Sein Verhältnis zu den Autoren dieser vom Bundestag so genannten „Schule“, insbesondere zu Karl Gutzkow, der seinen ersten Roman verriss, blieb jedoch gespannt. Ein positives Verhältnis hatte Kühne vor allem zu Mundt und Wienbarg. Nachdem Kühne in Menzels Literaturblatt als Kritiker des Jungen Deutschland genannt und in der Folge 1835 von dem über die meisten jungdeutschen Schriftsteller verhängten Publikationsverbot verschont geblieben war, forderte ihn Ludwig Börne öffentlich auf, ein Bekenntnis zur neuen deutschen Literatur abzulegen, was Kühne auch tat. Daraufhin wurde seine erste Klosternovelle 1837 von der Zensur verboten. Ab Anfang der 1840er Jahre verfasste Kühne mehrere Dramen, darunter beispielsweise Die Verschwörung von Dublin. In der Erstellung dieses und weiterer Werke vor dem Hintergrund irischer Historie erhielt er Unterstützung durch Ottilie von Goethe, der Schwiegertochter Goethes, mit der ihn eine lebenslange Freundschaft verband. 1848 war er Mitglied des Vorparlaments. Während der Revolution von 1848 schrieb Kühne mehrere Artikel über die politischen Ereignisse. Eine Sammlung dieser Artikel veröffentlichte er 1863 unter dem Titel Mein Tagebuch in bewegter Zeit. Ab 1862 stellte er eine Sammlung seiner Schriften in 12 Bänden zusammen.

## Werke
- Eine Quarantäne im Irrenhause. Leipzig 1835.
- Klosternovellen (2 Bände). Leipzig 1838 (archive.org; erschien auch unter dem Titel: Raoul, archive.org).
- Weibliche und männliche Charaktere. Leipzig 1838 (Bd. 2 – Internet Archive).
- Die Rebellen von Irland. Leipzig 1840 (archive.org).
- Sospiri. Blätter aus Venedig. G. Westermann, Braunschweig 1841.
- Portraits und Silhouetten. Hannover 1843 (archive.org).
- Die Freimaurer. Roman (= Deutsche Bibliothek. Sammlung auserlesener Original-Romane, hrsg. v. Otto Müller, Bd. V). Meidinger, Frankfurt am Main 1855 (archive.org).
- Die Verschwörung von Dublin. Mayer, Leipzig 1856.
- Aus mejicanischen Gefängnissen, Bruchstücke aus Eduard Harkorts hinterlassenen Papieren. Lorck, Leipzig 1858
- Schiller-Buch.  Blochmann und Ernst, Dresden 1860 (Digitalisat)
- Gesammelte Schriften (12 Bände). Leipzig/Berlin 1862–1867
- Mein Tagebuch in bewegter Zeit. Leipzig/Berlin 1863 (archive.org).
- Deutsche Charaktere (4 Bände). Leipzig/Berlin 1864–65 (Bd. 1 – Internet Archive, Bd. 3 – Internet Archive, Bd. 4 – Internet Archive).
- Wittenberg und Rom (3 Bände). Berlin 1877.